# Małgorzata I Flandryjska
Małgorzata I Alzacka (1145 - 15 listopada 1194) – hrabina Flandrii, córka Thierry'ego Alzackiego i Sybilli, córki króla Jerozolimy i hrabiego Andegawenii Fulka.

## Życiorys
W 1169 r. poślubiła Baldwina V, hrabiego Hainaut (1150 - 17 grudnia 1195), syna hrabiego Baldwina IV i Alicji z Namur, córki Godfryda I z Namur. Baldwin i Małgorzata mieli razem pięciu synów i trzy córki:
- Izabella (23 kwietnia 1170 - 15 marca 1190), żona Filipa II Augusta, króla Francji
- Baldwin I (lipiec 1172–1205), cesarz łaciński, hrabia Flandrii i Hainaut
- Jolanta (1175–1219), żona Piotra II de Courtenay
- Filip I Szlachetny (1175 - 9 października 1212), margrabia Namur
- Henryk (1176 - 16 czerwca 1216), cesarz łaciński
- Sybilla (1179 - 9 stycznia 1217), żona Guicharda IV, pana de Beaujeu
- Eustachy (zm. 1219), regent królestwa Tessaloniki
- Godfryd

W 1177 r. została wyznaczona przez swojego brata, Filipa, na następczynię tronu Flandrii. W 1191 r. Filip zmarł podczas krucjaty i Małgorzata została hrabiną Flandrii. Wraz z nią rządy objął jej mąż jako Baldwin VIII. Małgorzata zmarła w 1194 r.